# Ajia Napa
Ajia Napa (gr. Αγία Νάπα, tur. Aya Napa) – miasto i gmina (gmina miejska) w Republice Cypryjskiej, w dystrykcie Famagusta, na południowo-wschodnim wybrzeżu Cypru. Zajmuje obszar o powierzchni 30,6395 km², a w 2021 r. była zamieszkiwana przez 4717 osób. Jeden z dwóch największych i najważniejszych ośrodków turystycznych wyspy (obok Pafos). Na język polski nazwę Ajia Napa można przetłumaczyć, jako „święty las”.
Do czasu inwazji tureckiej na Cypr w 1974 r. Ajia Napa była spokojną wsią rybacką i rolniczą (uprawa warzyw), a pierwsze wzmianki o niej pochodzą z 1530 r., gdy według legendy w leśnej jaskini odnaleziono ikonę Matki Bożej. Uznano to za boski znak i w ramach wdzięczności zbudowano klasztor, wokół którego później powstała miejscowość. Po zajęciu przez Turcję północnej części wyspy (w 1974 r.), Ajia Napa wraz z sąsiednim Protaras zastąpiły pod względem turystycznym Warosię (dzielnicę Famagusty).
Na wschód od Ajia Napy znajduje się przylądek Kawo Greko, stanowiący najdalej na południowy wschód wysuniętą część Cypru. Podlega on ochronie jako Kavo Gkreko National Forest Park i obszar Natura 2000.